# Дворец борьбы имени Ивана Ярыгина
Дворец борьбы имени Ивана Ярыгина — спортивный комплекс, предназначенный для проведения тренировок сборов и соревнований по вольной и греко-римской борьбе. Один из немногих и крупнейших подобных специализированных в России и мире. Расположен в ЮВАО города Москвы, на территории района Лефортово, по адресу Авиамоторная улица, дом 40. При Дворце борьбы действует ДЮСШ № 64, а также музей борьбы.

## История
Идея создания подобного спортивного сооружения возникла у руководства ЮВАО города Москвы и была связана с тем, что в этом округе Москвы не было подходящего зала для проведения традиционного турнира по греко-римской борьбе памяти Бориса Гуревича. Дворец спорта «Москвич», в котором этот турнир проводился, не вмещал всех желающих увидеть соревнования и был тесен для самих борцов. Было решено построить новый шестиэтажный спортивный комплекс на территории, принадлежавшей заводу «Радиоприбор», руководство которого согласилось уступить эту площадку в пользу строящегося спортивного объекта. Из-за финансовых и технических трудностей неоднократно возникала угроза приостановки или даже полного прекращения строительства, и тем не менее в 2004 году он был принят в эксплуатацию. Торжественное открытие спорткомплекса при участии мэра Москвы Юрия Лужкова состоялось 14 февраля 2004 года. Первоначально спорткомплекс назывался «Центр единоборств», но в дальнейшем было решено переименовать его в Дворец борьбы и присвоить имя выдающегося советского борца Ивана Ярыгина.

## Современное состояние
Дворец борьбы представляет собой шестиэтажное здание площадью 8392 кв. м. Он имеет 4 спортивных зала: соревновательный для проведения турниров различного уровня, два учебно-тренировочных зала для борьбы и зал общей физической подготовки. В спорткомплексе ежегодно проводятся международные турниры по вольной и греко-римской борьбе, а также по борьбе самбо. При нём также действует ДЮСШ № 64 по борьбе, в которой занимались или продолжают заниматься тренерской деятельностью заслуженный тренер России Алексей Чеклецов, тренер высшей категории Александр Алиев, такие известные в прошлом российские борцы как призёр Олимпийских игр (2000) Алексей Глушков, чемпион мира (1995) Самвел Даниелян, чемпион Европы (1998) Борис Амбарцумов. На шестом этаже спорткомплекса открыт Музей борьбы, который основал и возглавлял на протяжении десяти лет заслуженный тренер России Владимир Белов.